# Цыганка (картина)
«Цыганка» (итал. Zingarella) — картина итальянского художника эпохи Возрождения Бокаччо Бокаччино, написанная около 1504—1505 годов.

## Описание
На картине изображена молодая девушка в платке, пристально смотрящая на зрителя. Тёмный фон подчёркивает специфическое освещение и эффект сфумато. Своё название картина получила благодаря таким необычным деталям, как ожерелье в виде простой нити с бусинками и платок, завязанный под подбородком, а также из-за характерных черт лица девушки и её больших и выразительных глаз. Влияние Венецианской школы живописи видно в тонких волосах, которым художник придал светлый колорит, и в умиротворённой и спокойной атмосфере картины, характерной также для работ Джованни Беллини.

## Провенанс
Кардинал Леопольдо Медичи передал «Цыганку» в наследство Палаццо Питти. С 1925 года картина перешла в собственность галереи Уффици. Кьяваччи предполагал, что автором картины мог быть Гарофало, однако, господствующим является мнение, что «Цыганку» написал именно Бокаччино в 1504—1505 году.